# Respire Fundo Acústico
Respire Fundo Acústico é um álbum ao vivo lançado pelo grupo de rap cristão brasileiro Ao Cubo. Gravado em um show ao vivo em 2005, ele contém as faixas apresentadas no álbum Respire Fundo. Também foi lançado no formato DVD. O álbum já vendeu mais de 100 mil cópias.

## Músicas
1. Abertura
2. Respire Fundo
3. Fora Quem Usa
4. Ira dos 20
5. 1980
6. Se Renda
7. Incline Seus Ouvidos
8. Plano do Aborto
9. Edvaldo Silva
10. Naquela Sala
11. Novo Dia